# Hipoaldosteronizam
Hipoaldosteronizam je naziv stanja u kojem je smanjeno lučenje aldosteron hormona nadbubrežne žlijezde.
Uzrok hipoaldosteronizma može biti bolest nadbubrežne žlijezde, smanjeno lučenje ACTH (hormona koji potiče lučenje aldosterona) ili određeni lijekovi (diuretici, ACE inhibitori). Addisonova bolest (Morbus Addison) jedan je od uzroka tzv. primarnog hipoaldosteronizma. Nadbubrežne žlijezde mogu razoriti npr. tumori, upale ili infekcije.
Hipoaldosteronziam se može pojaviti udružen s poremećajem ostalih hormona nadbubrežne žlijezde. Izolirani hipoladosteronizam je vrlo rijedak, te kod bolesnika vrlo često uzrok koji smanji lučenje aldosterona smanji lučenje i kortizola, te ostalih hormona nadbubrežne žlijezde.
Najznačajnije su posljedice izoliranog smanjenog lučenja aldosterona u tijelu čovjeka hiperkalijemija i hiponatrijemija, što dovodi do hipotenzije (pada krvnog tlaka).
|  | Molimo pročitajte upozorenje o korištenju medicinskih informacija. Ne provodite liječenje bez savjetovanja s liječnikom! |